# Did It Again (Shakira)
"Did It Again" je pjesma kolumbijske pjevačice Shakire. Objavljena je 16. listopada 2009. kao drugi singl s njezina albuma She Wolf. Snimljena je i španjolska verzija pjesme pod nazivom "Lo Hecho Está Hecho" koja je objavljena u zemljama španjolskog govornog područja.

## Promocija
Shakira je snimila nastup pjesme 15. rujna 2009. godine u emisiji Jimmy Kimmel Live!, koja se kasnije izvela 18. rujna 2009. godine. Pjesmu je još izvela 13. listopada 2009. u američkoj verziji Plesa sa zvijezdama i 17. listopada 2009. u emisiji Saturday Night Live. U Berlinu je izvela pjesmu na dodjeli nagrada MTV Europe Music Awardsa.

## Videospot
Spot za pjesmu "Did It Again" snimljen je 17. i 18. rujna u Los Angelesu pod redateljskom palicom Sophie Muller. Premijera spota bila je 30. listopada 2009. godine, objavljena je i španjolska verzija spota. Video počinje s ženskim korejskim bubnjarima koje izvode "Samgomu" ("Tri Drum Dance") u vrijeme kad počinje pjesma. Shakira je viđena u sauni sa svojim prijateljima koji nose bijelu odjeću, a kasnije se video reže na scenu gdje je Shakira sa svojom simpatijom (Daniel "Cloud" Campos) u sobi gdje mu otvoreno izvodi svoje romantične borilačke vještine u dvoboju na krevetu. Ona ga uspije pobijediti u borbi. Onda se prikazuju prizori kako Shakira pjeva sama u krevetu nakon pobjede u bitci. U posljednjoj sceni Shakira pleše u dvorani.

## Popis pjesama
| Digitalni download 1 1. "Did It Again" — 3:12 Digitalni download 2 1. "Lo Hecho Está Hecho" — 4:25 Njemački maksi CD 1. "Did It Again" — 3:12 2. "Did It Again" Benassi Remix — 5:55 Turski digitalni singl 1. "Did It Again" — 3:12 2. "Did It Again" (feat. Kid Cudi) — 5:55 3. "Lo Hecho Está Hecho" — 4:25 | Španjolski digitalni singl 1. "Did It Again" — 3:12 2. "Did It Again" (feat. Kid Cudi) Benassi Remix — 5:58 3. "Lo Hecho Está Hecho" (feat. Pitbull) — 4:24 4. "Did It Again" spot — 3:29 Francuski i britanski download singl 1. "Did It Again" — 3:12 2. "Did It Again" (feat. Kid Cudi) — 3:47 3. "Did It Again" (feat. Kid Cudi) Benassi Remix — 5:58 4. "Did It Again" (feat. Kid Cudi) Superchumbo Remix — 7:41 5. "Did It Again" (feat. Kid Cudi) DJ Laz Extended Remix — 4:02 |

### Službene verzije
- "Did It Again" — 3:12
- "Did It Again" Benassi Remix — 5:55
- "Lo Hecho Está Hecho" — 3:12
- "Lo Hecho Está Hecho" (feat. Pitbull) — 4:25
- "Did It Again" (feat. Kid Cudi) Official Remix — 3:47
- "Did It Again" (feat. Kid Cudi) Benassi Remix — 5:58
- "Did It Again" (feat. Kid Cudi) Superchumbo Remix — 7:41
- "Did It Again" (feat. Kid Cudi) DJ Laz Extended Remix — 4:02

## Top liste
| Top liste (2009.)        | Najviša pozicija |
| ------------------------ | ---------------- |
| Austrija                 | 34               |
| Belgija (Flandrija)      | 53               |
| Belgija (Valonija)       | 46               |
| Češka                    | 27               |
| Europa                   | 44               |
| Finska                   | 27               |
| Irska                    | 17               |
| Italija                  | 15               |
| Njemačka                 | 34               |
| Rusija                   | 117              |
| SAD Hot Dance Club Songs | 1                |
| Slovačka                 | 18               |
| Španjolska               | 12               |
| Švedska                  | 36               |
| Švicarska                | 29               |
| Ujedinjeno Kraljevstvo   | 26               |

## Povijest objavljivanja
| Država                  | Datum               | Format             | Izdavač                     |
| ----------------------- | ------------------- | ------------------ | --------------------------- |
| Francuska               | 16. listopada 2009. | Digitalni download | Jive Epic / Sony Music Ent. |
| Ujedinjeno Kraljevstvo  | 16. listopada 2009. | Digitalni download | RCA Records                 |
| Njemačka                | 27. studenog 2009.  | CD singl           | Sony Music Entertainment    |
| Meksiko                 | 20. studenog 2009.  | Digitalni download | Sony Music Entertainment    |
| Francuska               | 11. prosinca 2009.  | Digitalni download | Jive Epic / Sony Music Ent. |
| Ujedinjenog Kraljevstvo | 13. prosinca 2009.  | Digitalni download | RCA Records                 |
| Ujedinjenog Kraljevstvo | 14. prosinca 2009.  | CD singl           | RCA Records                 |